# Otakar Zeithammel
Otakar Zeithammel (8. února 1917 Derventa – 30. června 1942 Praha) byl četař vládního vojska a odbojář z období druhé světové války popravený nacisty.

## Život
Otakar Zeihammel se narodil 8. února v Derventě (v dnešní Bosně a Hercegovině) do rodiny českého inženýra Otakara (Otto) Zeithammela. Jeho otec byl vdovec a pracoval jako technický rada na ředitelství Československých státních drah (ČSD). Měl starší sestru Blaženu (nar. 17. listopadu 1914 v Praze), která působila jako dobrovolná sestra u Československého červeného kříže.
Po obecné škole navštěvoval pět let reálné gymnázium. Vojenskou prezenční službu nastoupil 1. října 1936 k dělostřeleckému pluku 305 v Táboře. Dne 15. dubna 1937 jej povýšili na svobodníka a 15. října téhož roku na desátníka. Hodnosti četaře dosáhl 15. dubna 1938. V armádě se rozhodl zůstat a od 1. března 1939 byl převeden do stavu délesloužících poddůstojníků. Dne 1. července 1939 přešel pod nově vzniklé vládní vojsko, zařazen k praporu 7. vládního vojska v Josefově, 31. července 1941 byl přemístěn k praporu 1 do Prahy. Přebýval v kasárnách na tehdejším Hybernském náměstí v Praze 2 - Novém Městě (dnes náměstí Republiky). Otec s dcerou, jeho sestrou, bydleli na pražském Smíchově v Přístavní ulici 23 (dnes Strakonické ulici 1564/23).

## Odboj
Celá rodina Otakara Zeithammela se za německé okupace zapojila do odboje. Ve svém smíchovském bytě ukrývali příslušníky britského Královského letectva (RAF). V říjnu 1941 poskytli ubytování Jaroslavu Zafoukovi (přátelili se s ním již před válkou) a Jihoafričanu Rogeru Bushellovi, kterým se podařilo uprchnout ze zajateckého tábora v Německu. Jen málo lidí o této jejich činnosti vědělo. S ukrýváním letců pomáhala i se svým manželem Ludmila Přidalová, kamarádka Blaženy Zeithammelové, bydlící rovněž na Smíchově.

## Udání, zatčení, smrt
Celé rodině se stal osudným vztah Blaženy Zeithammelové s jejím snoubencem Miloslavem Krausem, důstojníkem předmnichovské československé armády, kterému důvěřovali. Miloslav Kraus byl ale konfidentem gestapa a rodinu Zeithammelových udal. Dne 19. května 1942 do bytu v Přístavní ulici vpadlo gestapo. Zatčeni byli oba letci, Zeithammelův otec a sestra, neunikli ani manželé Přidalovi. Otakar Zeithammel byl zatčen 8. června.
Dne 30. června 1942 byli Otakar Zeithammel, jeho otec, sestra a manželé Přidalovi popraveni zastřelením na Kobyliské střelnici. Miloslav Kraus byl po válce zatčen a odsouzen k trestu smrti oběšením.

## Připomínka
- Na domě ve Strakonické ulici 1564/23, Praha 5 – Smíchov je umístěna pamětní deska s textem: „DNE 30. ČERVNA 1942 BYLI Z TOHOTO DOMU PRO SVOU VLASTENECKOU ODBOJOVOU ČINNOST NĚMCI POPRAVENI: ING.OTAKAR ZEITHAMMEL, TECHNICKÝ RADA ČSD JEHO SYN OTAKAR, PODDŮSTOJNÍK VLÁDNÍHO VOJSKA A DCERA BLAŽENA, DOBROVOLNÁ SESTRA ČS. ČERV. KŘÍŽE. ĆEST JEJICH PAMÁTCE.“[9]
- Jeho jméno (Otokar Zeithammel, 25)[pozn. 2], jméno jeho sestry (Blažena Zeithammelová, 27), jméno jeho otce (Otto Zeithammel, 60) a jména manželů Přidalových (Ing. Vojtěch Přidal, 32; Ludmila Přidalová, 27) jsou uvedena pamětní desce popravených na Kobyliské střelnici.[10]
- Jméno jeho sestry Blaženy Zeithammelové je uvedeno na pamětní desce připomínající dobrovolné sestry ze Smíchova a okolí v ulici Štefánikova 246, Praha 5 - Smíchov (na budově úřadu Městské části Praha 5).[11]

## Galerie

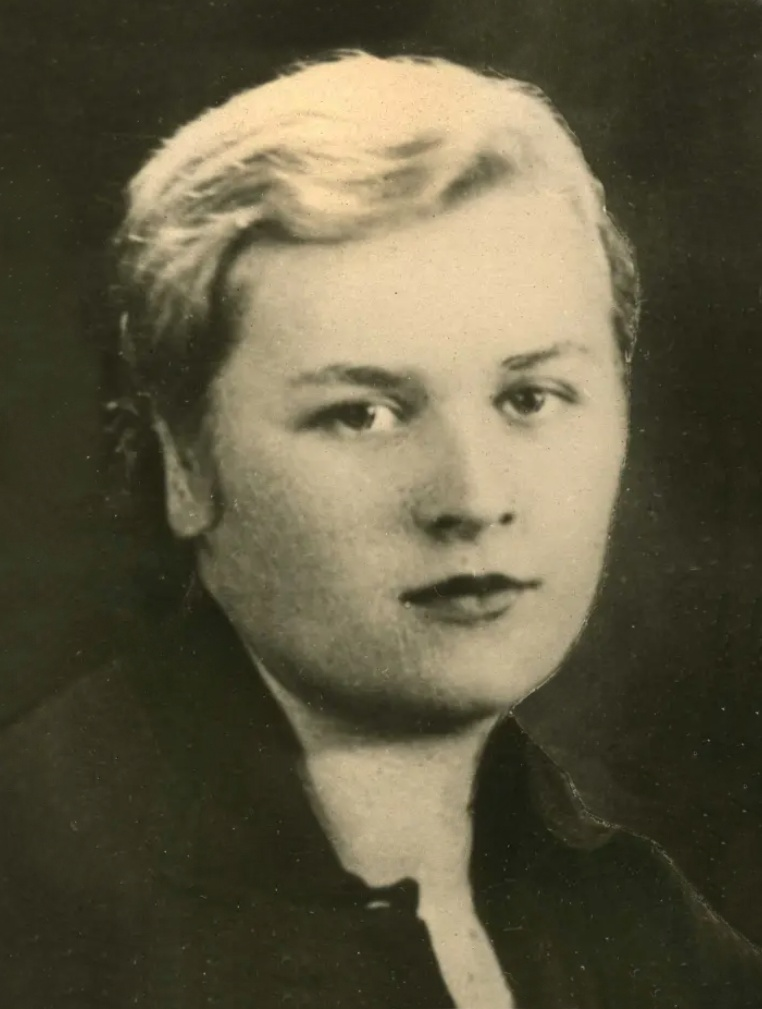
Blažena Zeithammelová (1915–1942)
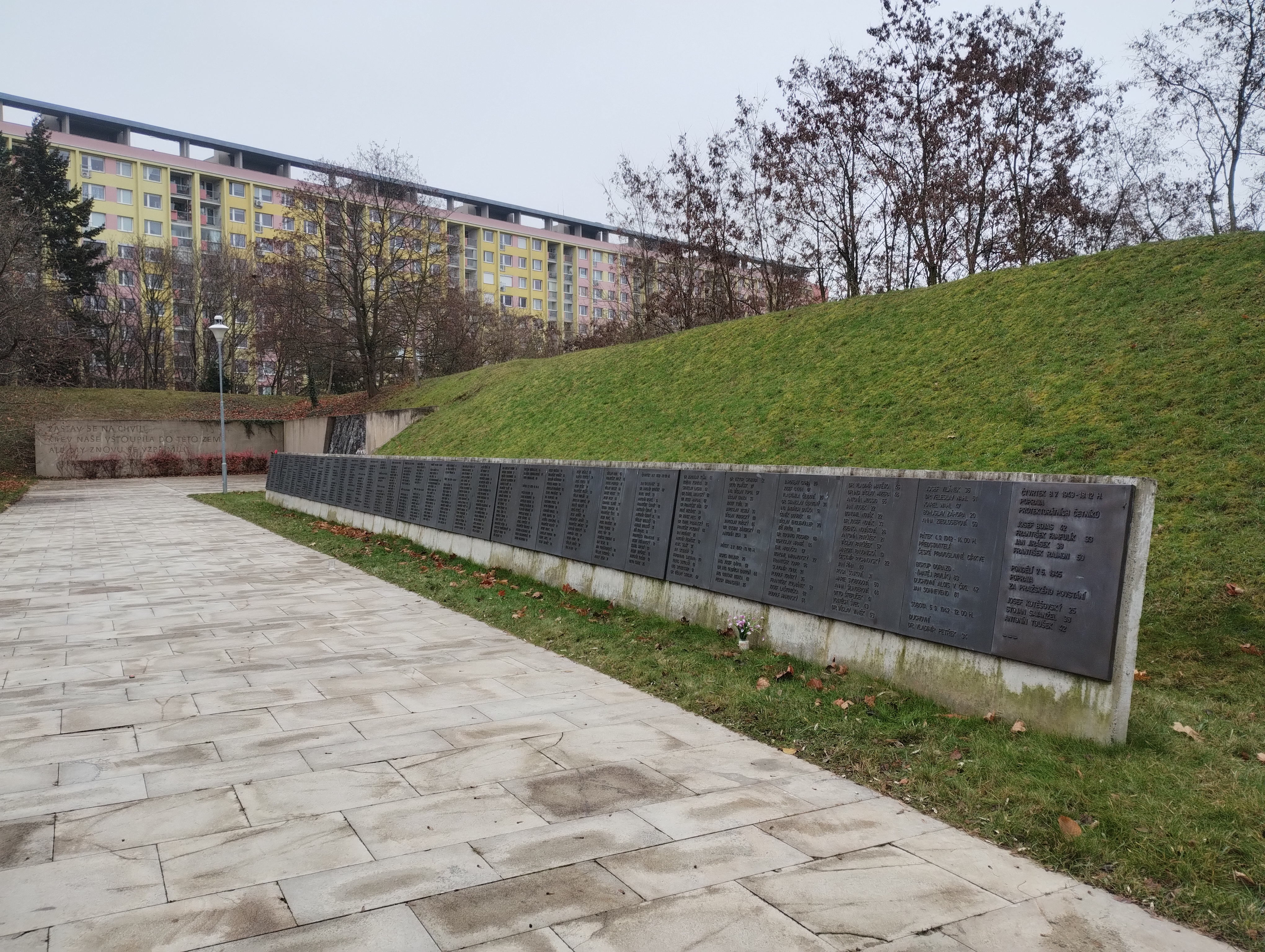
Pamětní desky se jmény popravených na Kobyliské střelnici
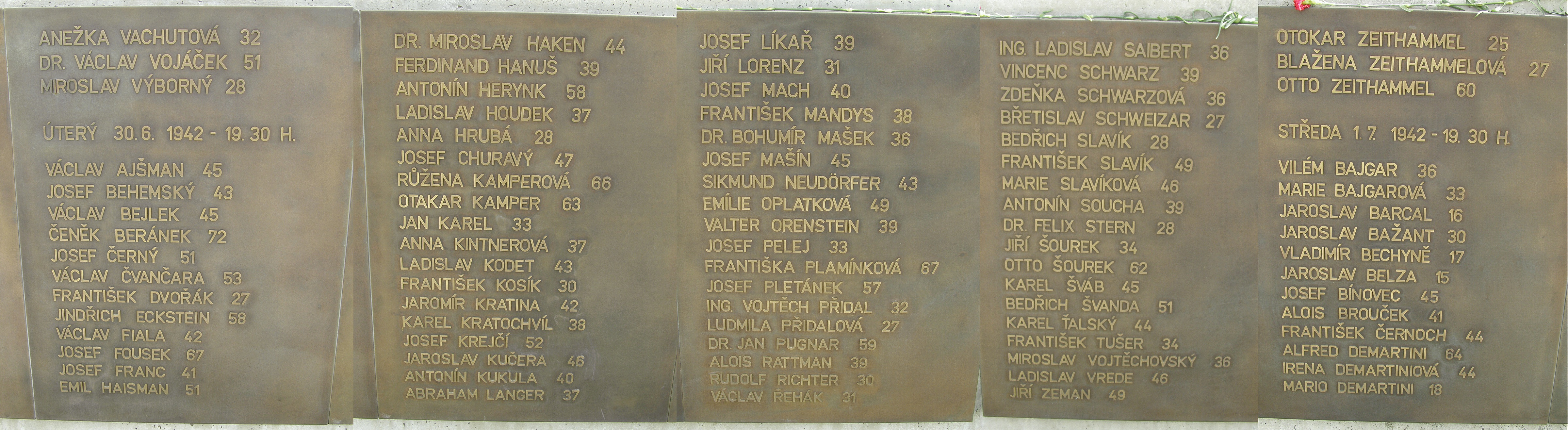
Detail desek se jmény popravených dne 30. června 1942, Kobyliská střelnice
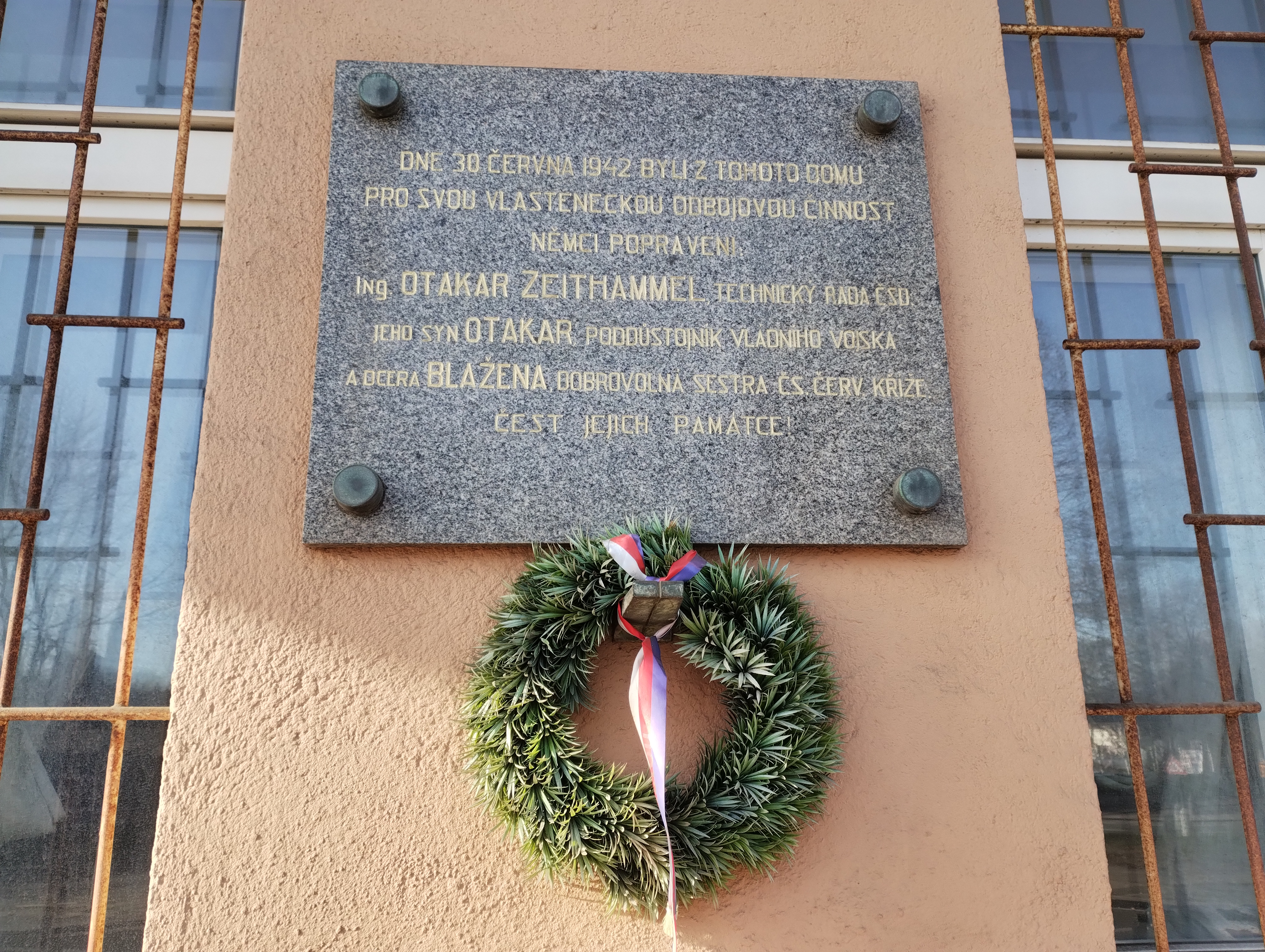
Pamětní deska rodiny Zeithhammelových ve Strakonické ulici 1564/23, Praha 5 – Smíchov
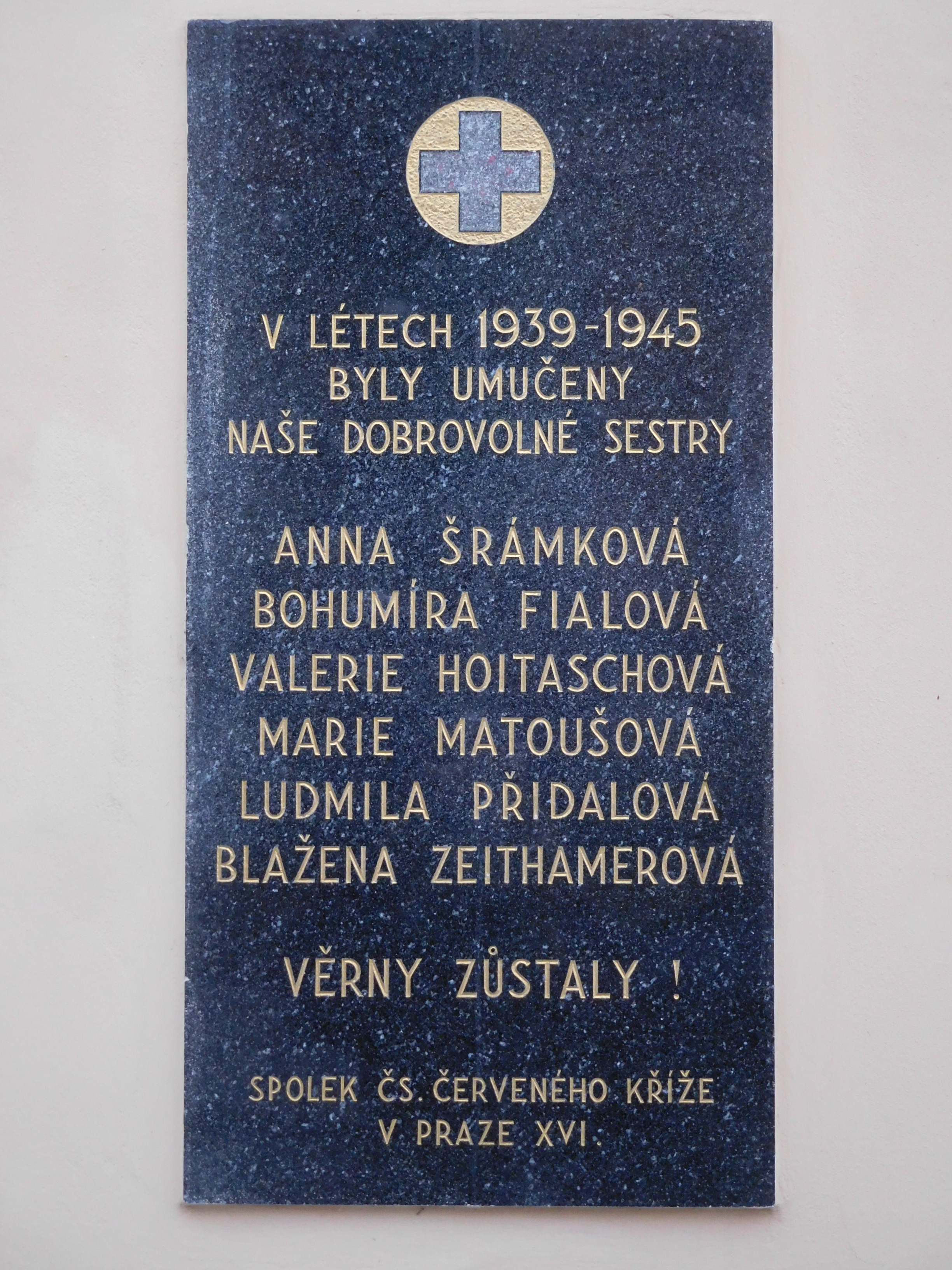
Pamětní deska věnovaná dobrovolným sestrám se jménem jeho sestry Blaženy, Štefánikova ul. v Praze 5